# Котенко Олександр Леонідович
Олекса́ндр Леоні́дович Коте́нко  — сержант Збройних сил України, учасник російсько-української війни, що загинув у ході російського вторгнення в Україну в 2022 році.

## Життєпис
Народився Олександр 23 жовтня 1971 року, в місті Гайсин, на Вінниччині. Після закінчення школи у 1988 році вступив до Вінницького профтехучилища № 11,де здобув професію токаря, після його закінчення був призваний до служби в армію, яку проходив в Литві та Чехії.
Повернувшись додому, працював на місцевих підприємствах. Познайомився з майбутньою дружиною у 1998 році. У 2001 році вони одружилися, а в 2002 р. в них народилася донечка.
У 2013 році брав активну участь в Революції Гідності. У червні 2014 року пішов служити добровольцем у 24 окремий штурмовий батальйон «Айдар», де через місяць отримав поранення в ногу, згодом, підлікувавшись повернувся до служби, але у 2015 році стан здоров'я погіршився, почалися болі в області серця та підвищувався тиск, в зв'язку з цим був демобілізований. Отримав інвалідність III групи. З 2014 по 2015 р.р. учасник бойових дій в АТО ООС.
З 2015 року і до повномасштабного російського вторгнення займався волонтерством, з товаришами возили допомогу на Схід.
З початком повномасштабного російського вторгнення в Україну брав участь у бою за Миколаїв. Загинув 7 березня у 2022 році на Миколаївщині, відбиваючи атаки.
Поховали Олександра 10 березня 2022 року на Гайсинському кладовищі.
У нього залишилася мати, дружина, донька та онучка.

## Нагороди
- орден «За мужність» III ступеня (2022, посмертно) — за особисту мужність і самовіддані дії, виявлені у захисті державного суверенітету та територіальної цілісності України, вірність військовій присязі.

## Вшанування пам'яті
- 29 квітня 2022 року рішенням Вінницької міської ради були перейменовані: вулиця Кутузова на вулицю Братів Котенків; провулок Кутузова на провулок Братів Котенків.[1]